# Džemaludin Mušović
Džemaludin Mušovic est un footballeur bosnien né le 30 octobre 1944 à Sarajevo (État indépendant de Croatie, auj. Bosnie-Herzégovine). 
Cet avant-centre a été international yougoslave et a évolué comme avant-centre au FK Sarajevo et à l'Hajduk Split. Il a terminé sa carrière en France à Châteauroux et Valenciennes. 
Il s'est ensuite lancé dans une carrière d'entraîneur. Il a notamment dirigé l'équipe nationale de Bosnie-Herzégovine entre 1998 et 1999.

## Palmarès
- International yougoslave de 1965 à 1968 (10 sélections et 2 buts marqués)
- Vainqueur de la Coupe de Yougoslavie en 1967 avec le HNK Hajduk Split
- Vice-champion de Belgique en 1973 avec le Standard de Liège
- Finaliste de la Coupe de la Ligue Pro en 1974 avec le Standard de Liège.

## Source
- Marc Barreaud, Dictionnaire des footballeurs étrangers du championnat professionnel français (1932-1997), L'Harmattan, 1997, cf. page 260.